# 迪特·拉姆斯
迪特·拉姆斯（德語：Dieter Rams，1932年5月20日—）為著名德國工業設計師，出生於德國黑森邦威斯巴登市，與德國家電製造商百靈（博朗）（Braun）和機能主義設計學派有很密切的關係。

## 生涯
自1943年至1957年，拉姆斯便在威斯巴登工藝學校（Werkkunstschule Wiesbaden）攻讀建築與學習木工。1953年至1955年，他曾為建築師奧圖·阿培爾（Otto Apel）短暫地工作，隨後便加入家電用品製造商百靈的設計部門，同時期建立起與烏爾姆造型學院的產學合作關係，1961年晉升為百靈首席設計師，一直到1995年仍留有這個頭銜。
拉姆斯曾經闡述他的設計理念是「少，卻更好」（Less, but better），與現代主義建築大師密司·凡·得羅的名言「少即是多（Less is more）」對比出有趣的意涵。他與他的設計團隊為百靈設計出許多經典產品，包括著名的留聲機SK-4（素有「白雪公主之棺」之暱稱），和高品質的D系列幻燈片投影機D45、D46。他也為家具製造商Vitsœ設計606萬用置物櫃系統（1960年）而聞名。
他的許多設計，諸如咖啡機、計算機、收音機、視聽設備、家電產品與辦公產品，都成為世界各地博物館的永久收藏，包括紐約的現代藝術博物館。迪特·拉姆斯領導百靈的設計部門將近30年，直到他在1998年退休。之後他的動向持續受到設計界的高度關注，目前也有他的作品回顧展覽在世界巡迴展出。
2010年，科隆國際設計學校的學生頒發獎項予迪特·拉姆斯，以表彰他對全球設計界的貢獻。
2024年,迪特·拉姆斯成為首為獲得iF設計終身成就獎的設計師。

## 設計十誡
在上世紀七十年代後期，迪特·拉姆斯日益擔憂這個世界處在一种「由形態、顏色和噪音所組成的混乱」裡。意識到自己也參與在這個世界中，他向自己提出一個重要的問題：「我的設計是好設計嗎？」
他歸納了他認為好的設計應當滿足的十條要求。（這些要求有時也被人稱為「設計十诫」。）
- 好的設計是創新的（Gutes Design ist innovativ.）

創新的可能性還遠沒有被窮盡。技術的發展不斷爲未來設計理念提供新的入口，以提升產品的使用價值。設計的革新總是與技術的革新相連，其本身從不是目的。
- 好的設計是實用的（Gutes Design macht ein Produkt brauchbar.）

產品是供人使用的，它應當履行一定的功能——基本功能以及額外的心理和審美上的功能。好的設計是爲了提升產品可用性，對與此目的無關甚至相悖的一切都不加考慮。
- 好的設計是美觀的（Gutes Design ist ästhetisch.）

產品的審美品質也是實用性的一部分。日常使用的器具影響着人們的生活環境和幸福感受。然而，只有真正優秀的產品才可能是美的。
- 好的設計使產品易懂（Gutes Design macht ein Produkt verständlich.）

好的設計應當使產品的結構易於理解，讓產品自己說話。最好的設計是自明的，它能夠自己解釋自己。
- 好的設計是克制的（Gutes Design ist unaufdringlich.）

產品要履行某種功能，因此具有工具屬性。它們既不是裝飾物也不是藝術品。因此，它們的設計應該是中性的。器具應當隱退，爲人的自我實現留出空間。
- 好的設計是誠實的（Gutes Design ist ehrlich.）

產品不應該看起來比實際上更創新、更高效和更有價值，它不試圖通過無法兌現的承諾來操縱消費者。
- 好的設計是長命的（Gutes Design ist langlebig.）

好的設計避免迎合時髦，也因此不會過時。與短命的時髦式設計形成鮮明對比，好的設計在當今物質豐富的消費型社會裏也同樣壽命長久。
- 好的設計在細微之處也維持一貫（Gutes Design ist konsequent bis ins letzte Detail.）

不要容忍隨意和偶然。設計的邏輯性和精確性，最終都是對消費者尊重的表達。
- 好的設計是環保的（Gutes Design ist umweltfreundlich.）

設計爲保護環境作出了重要貢獻。它涉及到對資源的節約，以及在產品設計中最小化的物理和視覺污染。
- 好的設計是盡量少的設計（Gutes Design ist so wenig Design wie möglich.）

少的設計即是集中于本質，而不在產品上添加「多餘」。設計應當回歸純粹，回歸簡單。

## 「Less and More」展覽
（少而且多）是以拉姆斯為百靈與英國家具公司Vitsœ設計的產品為主題的回顧展覽。2008年與2009年在日本展開首次展出 ，分別在大阪三得利博物館與東京府中藝術博物館舉辦。2009年9月至2010年3月在英國倫敦設計博物館（Design Museum）展出。 最近一次則是在德國法蘭克福的應用藝術博物館（Museum für Angewandte Kunst）展出，直至2010年9月5號。

## 影響
拉姆斯的設計風格與理念，對今日的蘋果電腦產品與其設計師喬納森·埃維（Jonathan Ive）表現出顯著的影響。在工業設計紀錄片《Objectified》中，拉姆斯表示蘋果是唯一一家遵循他「好的設計」原則去設計產品的公司。

## 相關作品

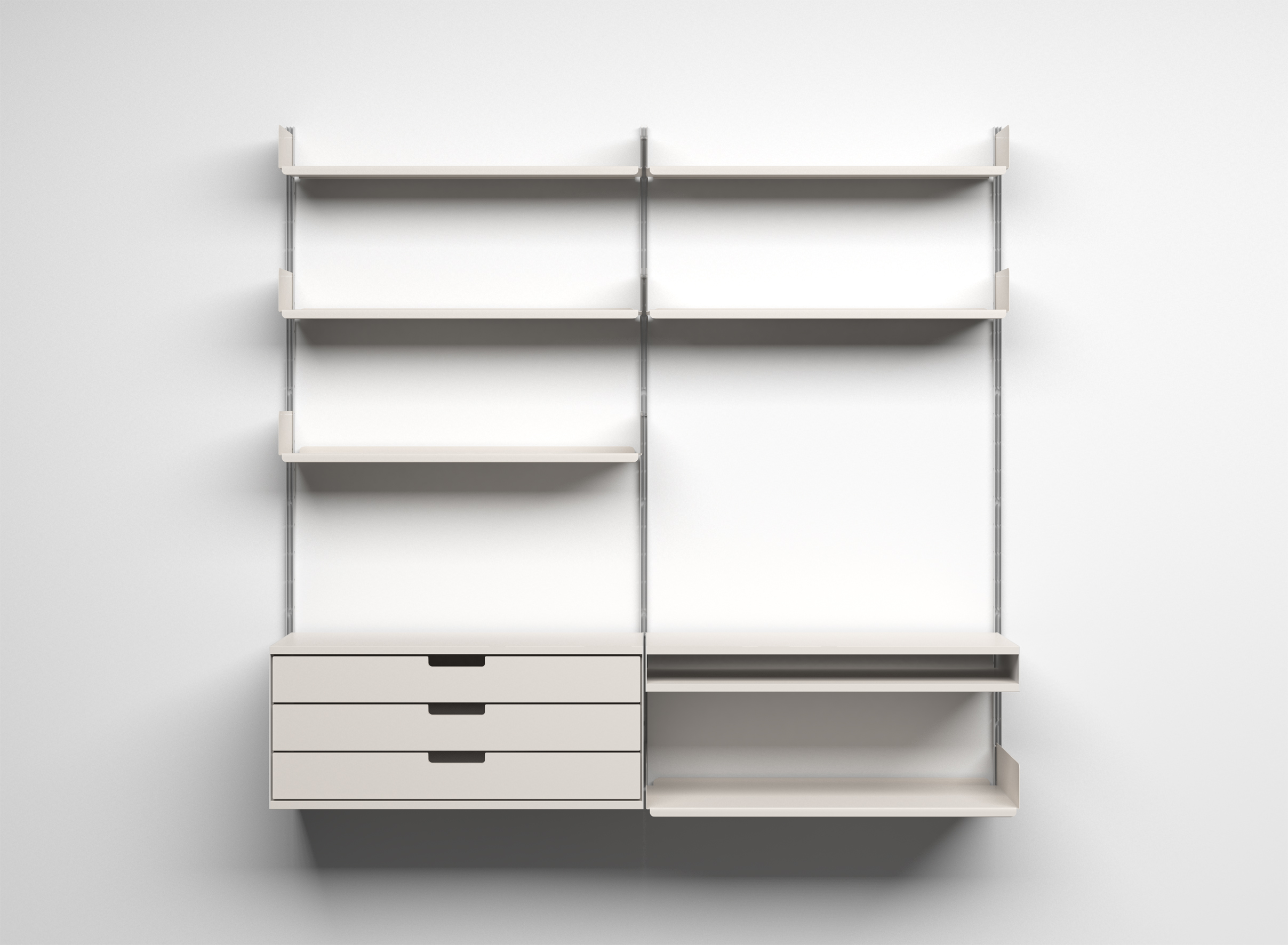
606萬用置物櫃系統，1960年
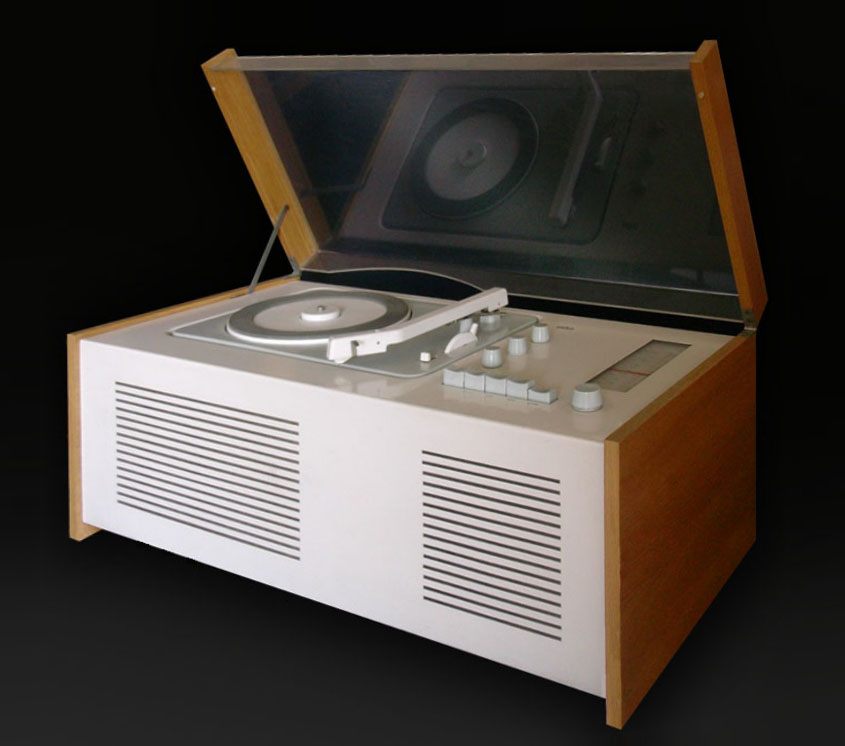
SK-61
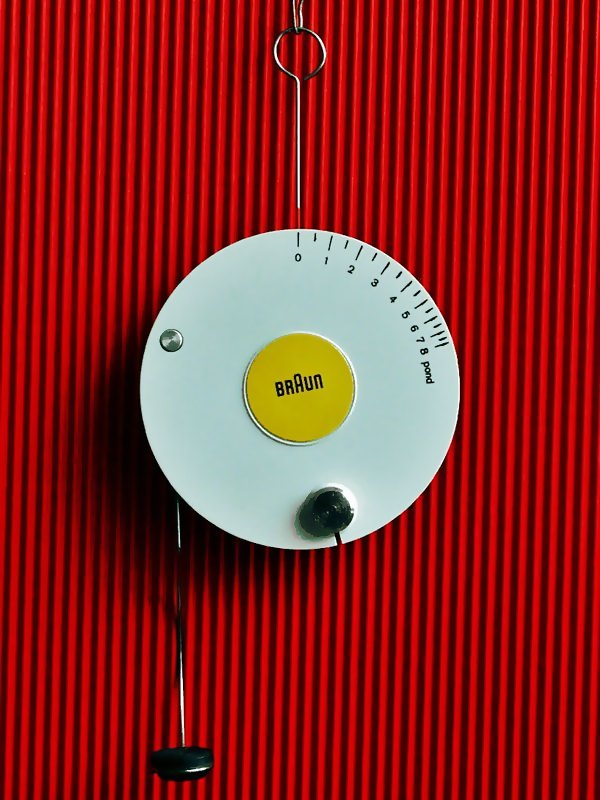
Tonarmwaage，1962年
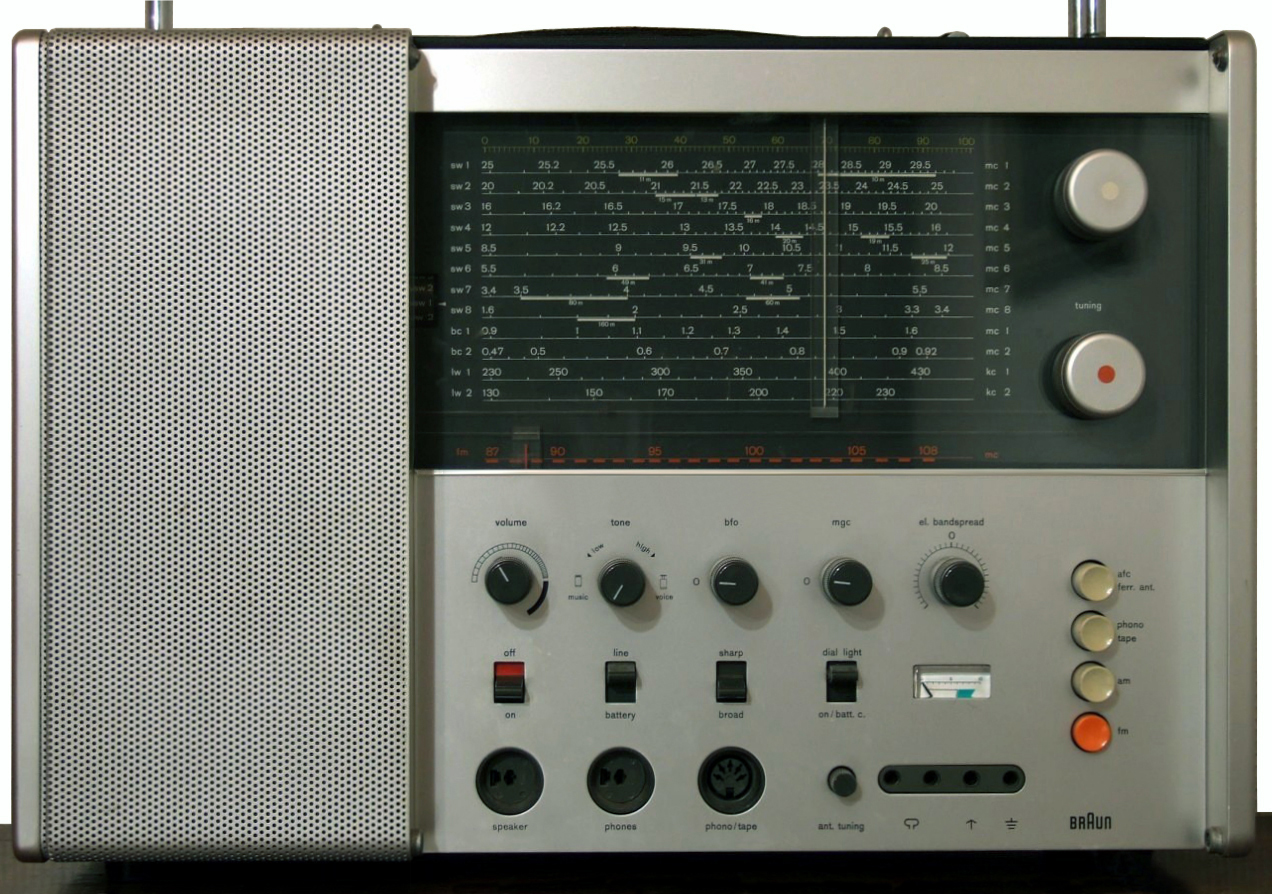
T 1000，1963年 T 1000 CD，1968年
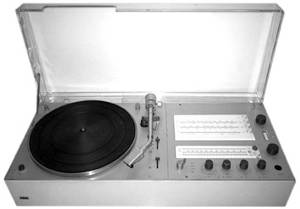
audio 310，1971年
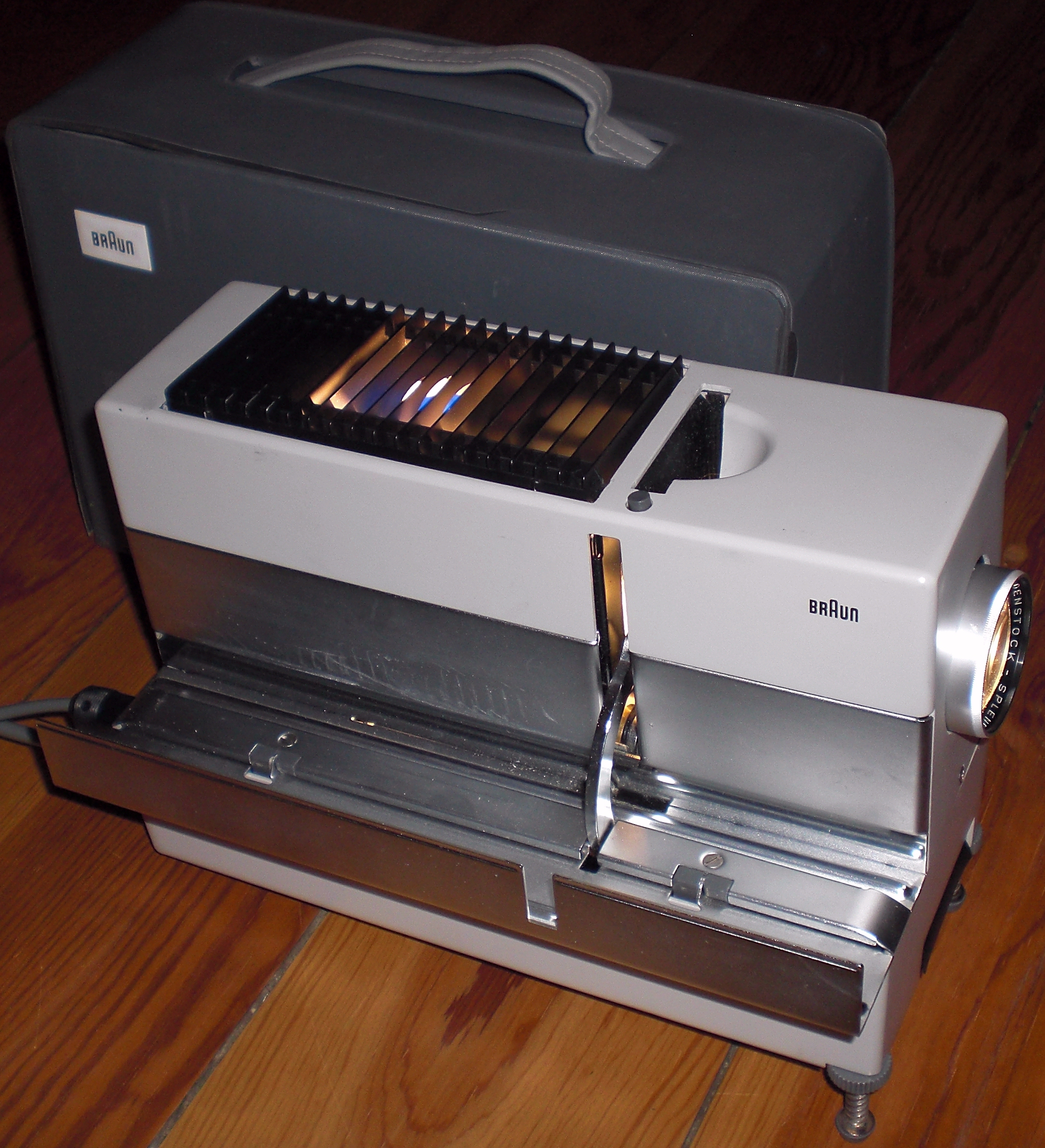
D40

## 外部連結
- Vitsœ的拉姆斯專頁 （页面存档备份，存于）
- 倫敦設計博物館對迪特·拉姆斯的介紹 （页面存档备份，存于）
- Designboom的拉姆斯專頁
- Icon雜誌專訪迪特·拉姆斯
- Icon雜誌專訪後報導